# 凯德布拉赫马
凯德布拉赫马（Khedbrahma），是印度古吉拉特邦Sabar Kantha县的一个城镇。总人口25547（2001年）。

## 人口
该地2001年总人口25547人，其中男性13408人，女性12139人；0—6岁人口3380人，其中男1813人，女1567人；识字率64.96%，其中男性为73.33%，女性为55.72%。